# Ciénaga Grande de Santa Marta
La Ciénaga Grande de Santa Marta es una laguna costera ubicada al norte   en Colombia, en el departamento del Magdalena, entre las coordenadas 10° 20 y 11° 05 de latitud Norte y 74° 06 y 74° 52 de longitud al oeste de Greenwich. Es el complejo lagunar costero más grande de Colombia y uno de los más estratégicos para la vida en el planeta. Ocupa aproximadamente 4 280 km² de los cuales 730 corresponden al espejo de agua. El volumen de agua es aproximadamente de 2 232 x 106 m³ , correspondiente a la Ciénaga Grande y 564 x 106 m³ al complejo de Pajarales.
Se caracteriza por una planicie que incluye un sistema de lagunas interconectadas por caños. Hacia el occidente, la planicie anterior se entremezcla con la superficie de desbordamiento lateral del río Magdalena. Hacia el Suroriente, la llanura estuarina se difunde bajo el abanico coluvio de los ríos Tucurinca, Aracataca y Fundación. Al Oriente, existe un límite claro entre la llanura estuarina y la terraza alta aluvial conocida como la “Zona Bananera” cuyo producto es el principal renglón de las exportaciones de la región. Hacia el norte el límite lo constituye una barra arenosa permeable, con lo que se permitía el intercambio de flujos de agua procedentes del mar a la ciénaga y viceversa. Así mismo, era un sistema que permitía el flujo descendente cuando llovía o sobre ella fluían aguas de escorrentía, permitiendo el lavado de sales y el intercambio de aguas.

## Fauna
| - Garza - Anhinga - Espátula - Pato - Cormorán - Cigüeña cabeza de huevo - Chavarrí, Chavarría - Gallito de ciénaga - Gavilán indio viejo - Gavilán caracolero - Alcaldito - Carrao - Cabeza de cera o coyongo o coscongo - Garzón soldado - Pato cuervo 6 - Puma - Saíno - Tapir - Zarigüeya - Zorro - Tigrillo | - Bocachico - Sábalo - Tilapia roja - Chillona | - Babilla - Caimán aguja - Iguanas - Boa - Cascabel - Mapaná rabo seco - Tortuga icotea |

## Amenazas a la ciénaga
En los últimos años se han presentado cada vez más casos de actividades ilegales para secar áreas de la ciénaga, destruyéndola, para obtener terrenos con fines de lucro individual. Estas actividades se han presentado más que todo en el sur de la ciénaga, donde el robo de tierras ha causado la sedimentación del terreno y la muerte acelerada de los manglares de la ciénaga.
El 30 de agosto de 2015, el Ministerio de Ambiente comunicó la condena de 12 personas judicializadas por delitos ambientales en la Ciénaga Grande de Santa Marta, debido al grave daño ambiental que ocasionaron en esta zona protegida. Los daños incluyen la construcción de diques ilegales, deforestación de grandes extensiones de terrenos para agricultura y ganadería, tala y quema de mangle, provocación de incendios forestales y caza ilegal de fauna silvestre para su comercialización.

## Galería de imágenes
|                                      |
| Vista de Nueva Venecia en Sitionuevo |